# Naruki Doi
Naruki Doi (Ikoma, 4 ottobre 1980) è un wrestler giapponese.
Attualmente combatte per la Dragon Gate.

## Nel wrestling

### Mosse
- Bakatare Sliding Kick (Running single leg dropkick to the face of a kneeling opponent)
- Muscular Bomb (Half nelson lifted and dropped into a wheelbarrow driver)
- Bosou Elbow (Diving high-angle elbow drop)
- Dai Bosou! (Corner cannonball splash)
- Doi 555 (Fireman's carry sitout facebuster, sometimes from the second rope)
- V9 Clutch (Reverse arm trap somersault cradle)
- Flapjack dropped into a hangman
- Crossbody to the back of an opponent draped over the second rope
- Inverted DDT
- Lifting sitout spinebuster
- Multiple fast open-hand slaps
- German suplex
- Tiger suplex
- Rope hung dropkick
- Senton bomb
- Spin-out powerbomb
- Suicide dive
- Turnbuckle powerbomb

### Soprannomi
- "Bosou Muscle"

## Titoli e riconoscimenti
Toryumon Japan
- UWA World Trios Championship (1 - con Dragon Kid e Keni'chiro Arai)

Dragon Gate
- Dragon Gate Open the Brave Gate Championship (2)
- Dragon Gate Open the Dream Gate Championship (1)
- Dragon Gate Open the Triangle Gate Championship (12 - 1 con CIMA e Shingo Takagi - 1 con CIMA e Don Fujii - 3 con Gamma e Masato Yoshino - 1 con Gamma e Magnitude Kishiwada - 1 con Magnitude Kishiwada e Masato Yoshino - 1 con PAC e Naoki Tanizaki - 1 con Kzy e Naoki Tanizaki - 1 con Masato Yoshino e Pac - 1 con Masato Yoshino e Shachihoko BOY - 1 con Rich Swann e Shachihoko BOY)
- Dragon Gate Open the Twin Gate Championship (3 - 2 con Masato Yoshino - 1 con Gamma)
- Dragon Gate I-J Heavyweight Tag Team Championship (1 - con Masato Yoshino)
- King of Gate (2008)
- Summer Adventure Tag League (2007, 2008, 2010) - con Masato Yoshino

Pro Wrestling NOAH
- GHC Junior Heavyweight Tag Team Championship (1 - con Masato Yoshino)

Ring of Honor
- ROH World Tag Team Championship (1 - con Shingo)

Pro Wrestling Illustrated
- 110º tra i 500 migliori wrestler singoli su PWI 500 (2010)